# 奇蒂維爾 (伊利諾伊州)
奇蒂維爾（英語：Chittyville）是位於美國伊利諾伊州威廉森縣的一個非建制地區。該地的面積和人口皆未知。

## 地理
奇蒂維爾的座標為37°49′46″N 89°01′40″W / 37.82944°N 89.02778°W，而該地的平均海拔高度為120米（即394英尺）。